# Мекленбургские генеалогии
Мекленбургские генеалогии — генеалогическая традиция происхождения династии герцогов Мекленбурга, а также славянского происхождения Рюрика и его братьев, созданная мекленбургскими историками в XVII—XVIII веках. Один из основных аргументов антинорманизма. Мекленбургские историки подвергались критике начиная с Василия Татищева и Г. З. Байера. Убедительных аргументов, которые могли бы свидетельствовать в пользу аутентичности мекленбургской легенды не приведено. Версия мекленбургских историков получила популярность и в начале XIX века была зафиксирована как «народная легенда».
В создании или изменении старой мекленбургской легенды участвовали мекленбургские историки Бернхард Латом (Латомус) (ок. 1560—1613) в начале XVII века, Иоганн-Фридрих Хемниц (1611—1687) в XVII веке, Фридрих Томас (1717) и Магнус Иоганн фон Бер (1765—1825). Согласно этим авторам, 28-й король вендов Венцлав (Witzan, Wilzan), который жил в эпоху Карла Великого, взял в жёны дочь князя Руси и Литвы. Их сыном стал Готлейб (Godlaibum, Gutzloft), имевший трёх сыновей: Rerich, Siwar и Truwar. Эта легенда повторялась Ксавье Мармье (1840) и Фридрихом Штадемундом (1848).
Некоторые современные авторы относят к этой традиции также Иоганна Хюбнера (1668—1731), в 1708 году опубликовавшего в Лейпциге труд «Генеалогические таблицы». Эта работа выдержал затем потом ещё ряд изданий. В этом труде, по утверждению ряда авторов, приведены две версии происхождения Рюрика. Первая (таблица 112) является традиционной, согласно ей Рюрик, Синеус и Трувор станли князьями (заняв Новгород, Белоозеро и Псков) с 840 года, а их предки не указываются. Второй вариант (таблица 192), по их мнению, изображает Рюрика как потомка побочной ветви герульских, вандальских и вендских королей. Таблица 192 действительно демонстрирует единую генеалогию этих королей с древнейших времён, однако Рюрик среди их потомков не назван. Однако эта генеалогия оканчивается Никлотом, князем бодричей (ободритов), погибим в 1160 году. Он был основателем династии герцогов Мекленбурга, которая быстро онемечилась и занимала престол вплоть до 1918 года. Поиск «вандальских» корней способствовал существенному удревнению династию, подданными которой были мекленбургские историки.
Новую актуальность идея единства происхождения русских и мекленбургских правителей получила в связи с браком герцога Мекленбург-Шверинского Карла Леопольда и Екатерины Иоанновны, племянницы Петра I и дочери царя Ивана V, заключенным в 1716 году. Родословным мекленбургского герцога и русской царевны была придана большая древность. Мекленбургская династия через вендов возводилась к правителям вандалов, а династия русских правителей через Рюрика и тех же вагров-варягов-ободритов-вендов — к тем же предкам. В итоге получалось, что потомки этого родословного древа соединили его вновь уже в начале XVIII века. Возведение Рюрика и варягов к ободритам, с точки зрения современников, доказывало древность связей России и Мекленбурга, закономерным продолжением которых стал брак представителей правящих династий. Эти идеи получили отражение в оде, написанной к свадьбе Фридрихом Томасом, проректором гимназии в мекленбургском городе Гюстров.
В первой половине XVIII века версия о происхождении Рюрика от ободритских князей была принята уже как вполне официальная целым рядом мекленбургских историков, таких как Маттиас Иоганн Бэр, Самуэль Бухгольц и др.
В первой половине XIX века французский писатель и путешественник Ксавье Мармье услышал в Мекленбурге эту историю уже в качестве народной легенды. Её запись он опубликовал в 1840 году в своей книге «Письма с севера» (Lettres sur le nord). Согласно записи Мармье, в древности жил князь ободритов Годлав (Готлиб), у которого было три сына Рюрик («миролюбивый»), Сивар («победоносный») и Трувар («верный»). Они пришли на Русь, где стали князьями, сев в Новгороде, Пскове и Белоозере.
Большую известность у советской и российской общественности «мекленбургская» версия получила в советское время благодаря писателю Владимиру Чивилихину, который в своём романе-эссе «Память» воспроизвел историю Мармье.
Сведения мекленбургских генеалогов используются сторонниками антинорманизма, несмотря на то, что они относятся к XVII—XVIII векам. Антинорманисты считают, что в составе этих поздних конструкций могут иметься отголоски, «припоминания» из «глубокой древности». Эмигрантский автор Сергей Лесной (С. Я. Парамонов), энтомолог по образованию, известный своей пропагандой «Велесовой книги», соединил «мекленбургскую» и «татищевскую» версии, изложив свою версию в книге «Откуда ты, Русь?», изданной в Канаде в 1964 году. Подробно мекленбургская генеалогическая традиция рассмотрена B. И. Меркуловым (член «Академии ДНК-генеалогии», продвигающей псевдонаучное учение А. А. Клёсова), который считает её источником по истории IX века.